# رود پولومکا
رود پولومکا (انگلیسی: Polomka) یک رودخانه در سرزمین پرم کشور روسیه است.